# Інститут конфліктології та аналізу Росії
Інститут конфліктології та аналізу Росії (ІКАР) (англ. The Institute for Conflict Studies and Analysis of Russia, IKAR) — український аналітичний центр, заснований 2023 року Олександром Шульгою. Інститут розташований у місті Київ.

## Історія
ІКАР був заснований у 2023 році доктором соціологічних наук Олександром Шульгою у відповідь на російське вторгнення в Україну. З заявленою метою комплексного вивчення російського суспільства, що дозволяє прогнозувати середньо та довгострокові процеси розвитку російського суспільства.

## Соціологічні дослідження
ІКАР проводить соціологічні моніторингові дослідження у Росії «зосередившись на політичних тенденціях та суспільних проблемах в Росії». З грудня 2022 року публікуються дослідження дзеркало росії.

## Правові дослідження
Підготовлений огляд теоретичних та практичних питань трибуналу щодо російського злочину агресії , а саме запропоновано механізми збирання та фіксації доказів для підтримання обвинувачення, незалежно від виду суду (трибуналу), який розглядатиме злочини росіян. Вперше з моменту початку російське вторгнення в Україну порушенно питання про необхідність доопрацювання складу злочину екоциду, розробки методів компенсації шкоди, завданої навколишньому природному середовищу.

## Аналітики
- Олександр Шульга, доктор соціологічних наук. Має шістнадцятирічний передовий досвід у галузі кількісних та якісних соціологічних досліджень. Протягом цих років був залучений як керівник, консультант або експерт для проведення різних досліджень, включаючи області потенційного ризику ескалації напруженості та нестабільності.
- Арменак Оганесян, магістр права, має дванадцятирічний досвід адвокатської практики, участі, координації та управління комплексними національними та міжнародними проектами, які залучають як приватний, так і державний сектор.
- Владислав Роговець, магістр соціології. Спеціалізується у питаннях впливу засобів масової інформації на формування громадської думки. Має багаторічний досвід як дослідницької, так і прикладної діяльності у сфері масових комунікацій.
- Владислав Стефанов, радник напряму правових досліджень Адвокат, має більш ніж дванадцятирічний практичний досвід роботи у сфері юриспруденції. Провідний експерт у галузі господарського права та процесу. Успішно виступає у ролі медіатора, професіонал у сфері позасудового врегулювання суперечок.
- Олександр Бояринцев, радник напряму правових досліджень Адвокат, був членом експертної групи з реформування судочинства при Мін'юсті у 2019-20 роках, супроводжував проекти у приватному та державному секторі.
- Віталій Січкарчук, фаховий історик, художник, автор андеграундних плакатів, скетчів та коміксів.